# Letharchus
Letharchus – rodzaj ryb promieniopłetwych z podrodziny Ophichthinae w obrębie rodziny żmijakowatych (Ophichthidae).

## Rozmieszczenie geograficzne
Do rodzaju należą gatunki występujące w wodach wschodniego Oceanu Spokojnego i zachodniego Oceanu Atlantyckiego.

## Morfologia
Długość ciała do 51 cm; brak danych dotyczących masy ciała.

## Systematyka
Rodzaj zdefiniowała w 1882 roku para amerykańskich ichtiologów, George Brown Goode i Tarleton Hoffman Bean, w artykule poświęconym opisowi dwudziestu pięciu nowych gatunków ryb z południowych Stanów Zjednoczonych i trzech nowych rodzajów, opublikowanym w czasopiśmie Proceedings of the United States National Museum. Gatunkiem typowym jest (oznaczenie monotypowe) L. velifer.

### Etymologia
Letharchus (Letharcus): gr. ληθη lēthē ‘zapomnienie’; αρχoς arkhos ‘odbyt’.

### Podział systematyczny
Do rodzaju należą następujące gatunki:
- Letharchus aliculatus McCosker, 1974
- Letharchus rosenblatti McCosker, 1974
- Letharchus velifer Goode & Bean, 1882